# 코노트 아일랜드어

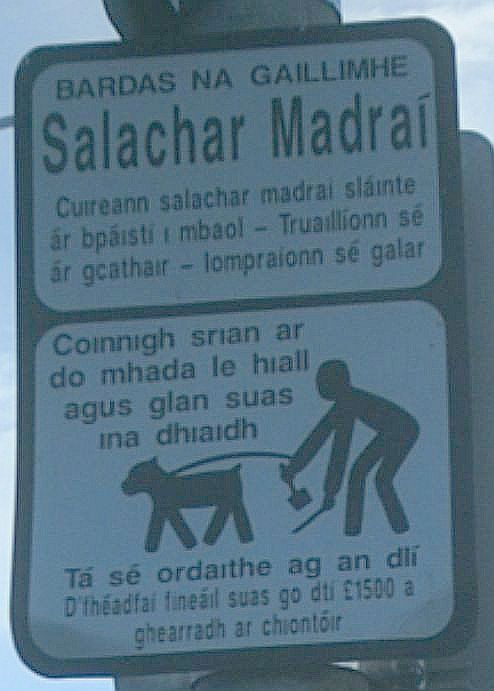
골웨이 주의 아일랜드어 표지판

코노트 아일랜드어(아일랜드어: Gaeilge Chonnacht; 영어: Connacht Irish)는 코노트 지방에서 사용되는 아일랜드어의 사투리이다.

## 같이 보기
- 북서 게르만어
- 듀오링고
- 북몰
- 아일랜드어의 역사